# 謝旌
謝 旌（しゃ せい、生没年不詳）は、中国後漢末期から三国時代にかけての武将。孫権に仕えた。

## 事績
陸遜の配下として、荊州の劉備軍との戦いに従軍。李異が水軍を、謝旌が歩兵を指揮し、敵将の詹晏・鄧輔・郭睦らを撃ち破り、陳鳳を捕虜とした。さらに劉備と気脈を通じていた秭歸の豪族の文布・鄧凱もまた、陸遜の指揮下で撃ち破った。
羅貫中の小説『三国志演義』では第82回で登場。孫桓配下の将として夷陵の戦いに従軍し、蜀漢と戦う。孫桓からは「万夫不当の勇」との信頼を得ていた。しかし張苞との一騎打ちでは敵わず敗走。この時は李異の救援もあって生き延びるが、翌日の再戦では混戦の中で張苞と出くわしたところ、矛の一突きで刺殺された。